# Nishikawa Sukenobu

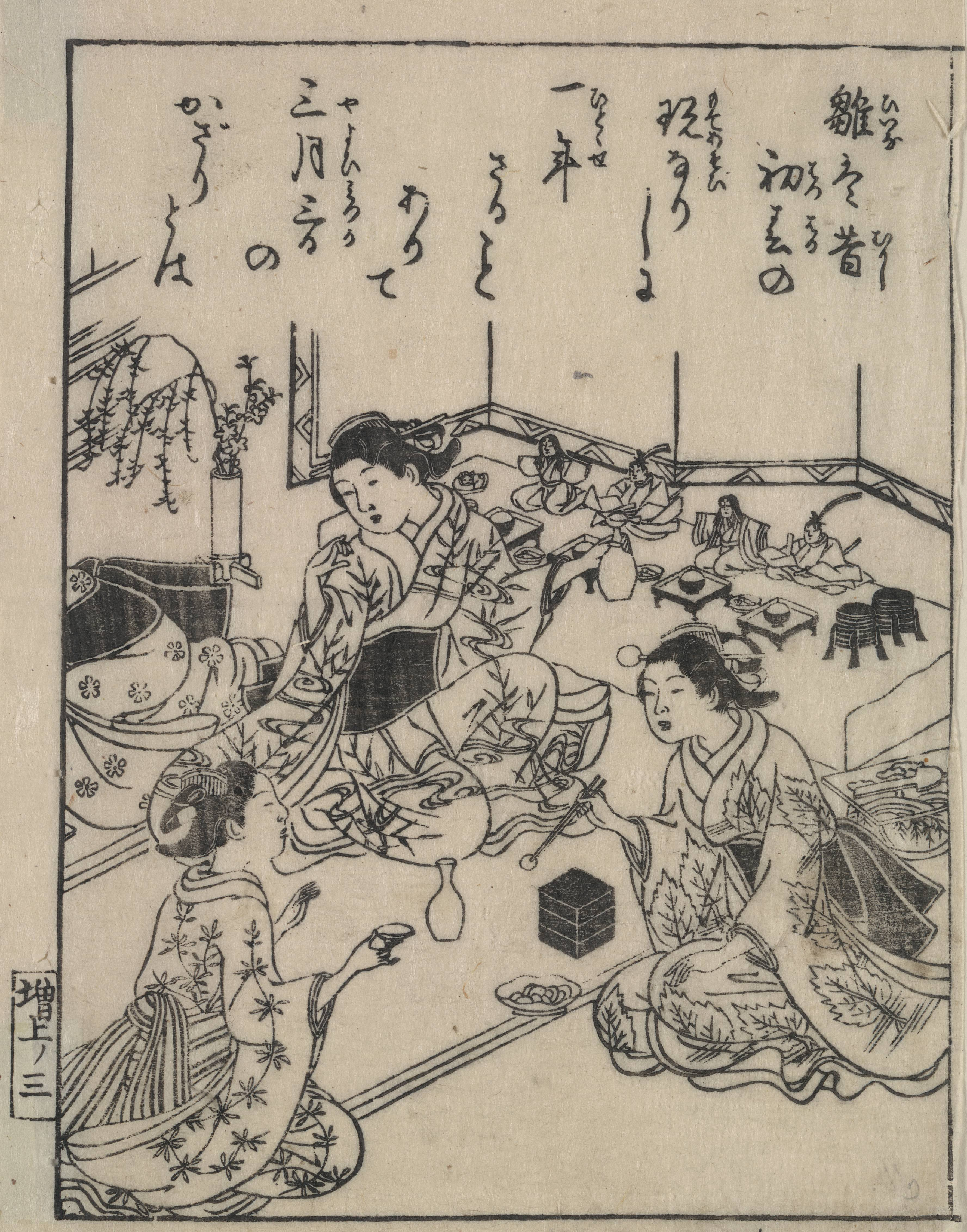
Gravura de Sukenobu conhecida como A Cerimônia das Bonecas.

Nishikawa Sukenobu (西川 祐信, 1671 – 1750), foi um gravurista de Quioto. Com um estilo pouco usual para o ukiyo-e, Sukenobu retratava atores e sobretudo mulheres. Sua publicação "Hyakunin joro shinasadame" (Apreciando Cem Mulheres), em dois volumes de 1723, catalogou seu trabalho característico pela escola temática de representação de figuras femininas de todas as classes, da imperatriz a cortesãs. Sukenobu também tornou-se notório pela criação de padrões para quimonos, retratos de guerreiros, ilustrações para literatura clássica e pinturas.